# John Eric Thompson
Pour les articles homonymes, voir John Thomson, Thompson et Eric Thompson.
John Eric Sidney Thompson, connu comme Eric Thompson ou J. Eric S. Thompson, (Londres, 31 décembre 1898 – Cambridge, 9 septembre 1975), est un archéologue et épigraphiste britannique spécialisé en études mayas. Il est considéré comme l'un des mésoaméricanistes les plus importants du XXe siècle.
Néanmoins, il a commis plusieurs erreurs : sa thèse des rebus, son analyse des glyphes-emblèmes, son refus des idées de Youri Knorozov par anticommunisme.

## Biographie
Après des études au Fitzwilliam College de l'Université de Cambridge, il commence à travailler avec Sylvanus Morley sur le projet de fouilles de Chichén Itzá (Yucatán, Mexique) et est l'un des premiers à effectuer des explorations du site de Cobá (Quintana Roo, Mexique) au cours de sa lune de miel qu'il décide de passer au milieu de la forêt avec son épouse. Il conduisit de nombreuses fouilles dans le Honduras britannique (actuel Belize au sud de l'état mexicain de Quintana Roo) et fut l'un des premiers à mener des recherches sur de petits sites à distance des grands centres civico-religieux, améliorant la connaissance de la vie du peuple chez les mayas.
Thompson était de l'une des dernières générations d'archéologues généralistes sur le terrain, s'occupant de la découverte et de la cartographie de nouveaux sites, des fouilles, de l'étude des céramiques mayas, de l'art et de l'iconographie, du déchiffrement de l'écriture maya. Son approche était de combiner les méthodes archéologiques et ethnologiques. Par ailleurs, il est particulièrement connu pour ses livres de vulgarisation.
Il a amélioré les travaux de John Goodman et Juan Martínez Hernández, ignorés à l'époque par les universitaires, pour aboutir à la corrélation de Goodman-Martínez Hernández-Thompson, à savoir la correspondance entre le compte long du calendrier maya et notre calendrier grégorien.
Néanmoins, il a commis une importante erreur en contestant fortement et en discréditant les travaux de Youri Knorozov, qui avait ouvert des recherches prometteuses dans le déchiffrement de l'écriture.
Il est fait chevalier commandeur de l'Ordre de l'Empire britannique (KBE) le 31 décembre 1974, pour services rendus à l'archéologie.

## Œuvres
- (en) Rise and Fall of Maya Civilisation
- Autobiographie